# Abuna Aregawi

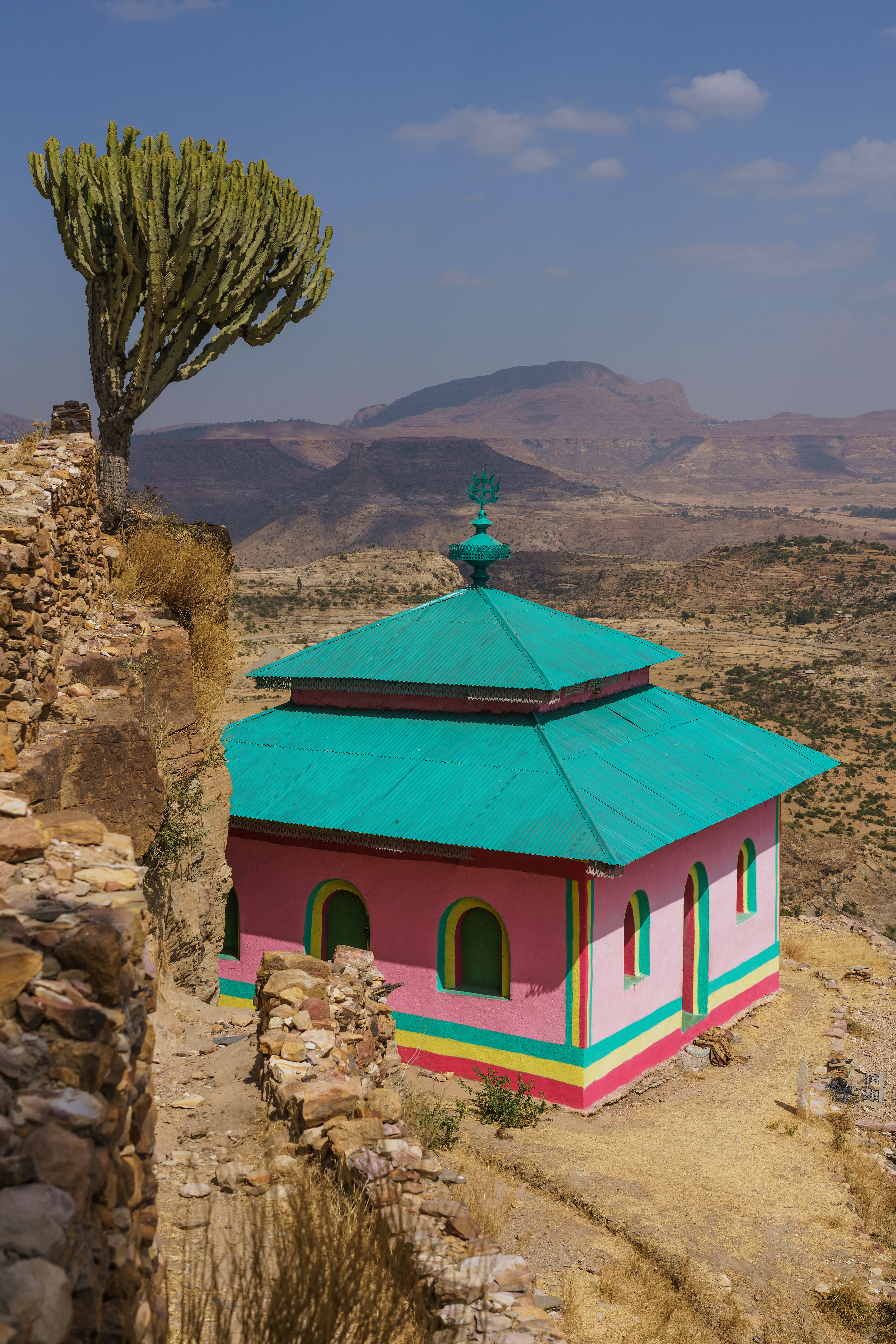
Kostel Abuny Aregawiho na Debre Damu

Svatý Abuna Aregawi byl syrský mnich, žijící v 6. století, jeden z aksúmských devíti svatých. Je mu připisováno založení kláštera Debre Damo, kam ho podle pověsti vynesl obrovitý had.